# Chreomisis flava
Chreomisis flava là một loài bọ cánh cứng trong họ Cerambycidae.